# 未來的回憶
《未來的回憶》（日語：未来の想い出）是藤子·F·不二雄在1991年於小學館《Big Comic》雜誌連載完結的中長篇漫畫作品。其於1992年被改編為同名電影（又稱《未來的回憶 Last Christmas》）以紀念東寶電影創立60週年，導演為森田芳光。這是藤子．F．不二雄生前除去《哆啦A夢》與其他短篇連載後，最後一部中篇連載作品。2023年12月1日，在藤子·F·不二雄誕生90週年紀念日當天，小學館發行了《未來的回憶》重製版。

## 劇情
曾以《座敷小子》風行一時的漫畫家納戶理人已入中年，其新連載的《時空戰記》在故事開頭就宣佈腰斬。缺乏好靈感的他，也和妻子處得不順心。在1991年5月一次育英社的高爾夫聚會中，球技不佳的納戶打出一桿進洞，心臟病發作，卻意外讓他回到了20年前的1971年。
1971年的納戶理人，剛前往東京開始漫畫家生涯。他住在破破的公寓中，和來自小金井英光、鄉佳織、還有東山岩夫組成漫畫讀書會、時常往來交流。並照養了野貓諾拉。納戶在東京生活中，與漂亮的繪畫模特兒兼演員水谷晶子相識，也見到小金井英光和東山岩夫已經連載漫畫、開啟漫畫家生涯。不過之後，納戶也於大學館開始連載《座敷小子》，同時水谷也傳出好消息：她在試鏡成功，即將於秋季公演音樂劇。兩人在施工中的公園歡唱《会议谩舞》的主題曲至早上。兩人關係也自此升溫。
在一次見面中，納戶發現水谷不對勁。一問之下才理解其父工廠倒閉、積欠鉅額債款。當天晚上諾拉也出意外死亡。水谷在諾拉死後離開了東京。直到幾年後，原房東把公寓拆掉了，漫畫家生涯如日中天的納戶，才從公寓遺留的信中，發現水谷父親因欠債而自殺。當時水谷也母親生病，她因此被迫放棄演員的夢想，回到北海道的函館老家照顧母親。然而當納戶要去函館找她時，才知她已死於母親為自殺而縱火的烈焰之中。而這時鄉佳織完全放棄了漫畫家生涯，並與納戶理人求婚。兩人在半年後正式結婚。
婚後的納戶已完全失去愉快的心情、《座敷小子》也漸漸公式化，並於1976年（昭和51年）完結。其他連載作品也人氣下跌，走向腰斬。納戶的點子逐漸枯竭。甚至助手矢吾團平畫的作品也超越了他。納戶因心理疾病而住院檢查，發現其腦側葉肥大後，在街上被車撞到頭，突然想起了自己會陷入時間迴圈、還有載浮載陳的命運之中。於是他決定不要連載短命的《時空戰記》，並在這段期間努力記住這20年來所有的事情，包括漫畫、人生、彩券號碼、社會趨勢等，然後等待打高爾夫球的那天來臨。他此時又打出一桿進洞，並回到了1971年。
這次納戶的回憶全都還在。但為了不要改變歷史太多，他假裝不記得一切，只在必要的地方做出改變。好在比較固定的命運不易改變，很快又拉回原來的狀況；但命運有大幅改變的事情，如購買價值千萬的彩券，就碰上了比較大的阻力。不過納戶還是成功完成了。納戶同時也降低了工作量，把時間留給同樣剛相識的水谷。直到納戶理人在「發現水谷晶子不對勁」的那天，他把諾拉鎖在家中，讓它不能出去。諾拉也因此存活；同時納戶也給水谷一千萬元，助她父親渡過難關，父母也因而建在。兩人關係愈來愈好，但納戶不願意給剛贈與一千萬元的水谷壓力，所以沒有立刻求婚。
直到1970年（昭和45年）11月24日這天，納戶理人決定觀察水谷在這天的命運：在先前時間線，水谷晶子會死於函館老家的大火之中。這次水谷母女留在東京公寓。正當納戶在當天深夜要鬆口氣前，漫畫助手告知水谷的公寓發生爆炸案並深陷火海。在公寓面前哭歎命運無情的納戶悲憤交加，決定直接闖入公寓，在熊熊大火中與水谷求婚。
納戶理人的意識回到1991年，他打高爾夫球心臟病發後。這時候，納戶理人已與水谷結婚，生下了女兒惠美。鄉佳織也與他人結婚，並與納戶聊起他在當年火災中救出水谷的往事。他也決定康復後，要再好好畫出好作品來。

### 登場角色
納戶理人（日語：納戸理人）
漫畫家，山梨縣人。生於1948年（昭和23年）4月1日。
水谷晶子（日語：水谷晶子）
繪畫模特兒兼演員，北海道的函館人。
鄉佳織（日語：郷カオリ）
大阪人。想成為漫畫家，但最後放棄，改成為漫畫家的妻子。父親在大阪從事不動產業。
矢吾團平（日語：矢吾団平）
漫畫家。起初為納戶理人的漫畫助手，後來以《破壞王哈勃》出道大賣。
小金井英光（日語：小金井英光）
漫畫家，北海道人。大學休學後去東京當漫畫家。
東山岩夫（日語：東山岩男）
漫畫家。
諾拉

## 改編電影
1992年，時值東寶電影60週年。《未來的回憶》也因此被改編為週年特別作，並於1992年8月29日公開。主角改為女性的「納戶遊子」與「金江銀子」，分別由清水美沙與工藤靜香飾演。這部電影收錄了索尼唱片公司於1980年代的歌曲，其中就包括片名的「Last Christmas」。
電影中的夜景場面動用了特效。導演森田芳光和特效導演樋口真嗣都對電影團隊表達滿足之意。樋口真嗣因此受到鼓舞，成為其後來製作《卡美拉 大怪獸空中決戰》的原動力。

### 演員表
- 納戶遊子 - 清水美砂
- 金江銀子 - 工藤靜香
- 倉美多喜男 - 大衛·伊東
- 夏木壽也 - 和泉元彌
- 宇留澤等 - 橋爪功
- 杉田行男 - 宮川一朗太
- 町田 - 氏木毅
- 桐波（刺傷金江的男子） - 唐澤壽明
- 田代芙美子 - 真行寺君枝
- 島山光 - 鈴木京香
- 不思議的男子 - 尾形一成
- 報紙推銷員 - 渡边一惠
- 遊子的國小老師 - 佐藤恒治
- 時裝秀的模特兒 - 中川比佐子
- 金江OL時代的同事・井戶口 - 松永光代
- 時裝秀的觀眾 - 村上淳、松岡俊介
- 占卜情侶的男子 - 關口誠人
- 占卜師 - 藤子·F·不二雄
- 頒獎派對的漫畫家 - 金田明夫、蛭子能収
- 派對的賓客 - 赤塚不二夫、石之森章太郎、近太郎、齊藤隆夫、角田次朗、永井豪、藤子不二雄Ⓐ

### 製作人員
- 企劃・原作 - 藤子・F・不二雄
- 劇本・導演 - 森田芳光
- 製作 - 鈴木光
- 製片人 - 青木勝彦、三沢和子、藤田光世
- 攝影 - 前田米造
- 照明 - 矢部一男
- 美術 - 今村力、岡村匡一
- 錄音 - 小野寺修
- 剪輯 - 川島章正
- 助理導演 - 杉山泰一、篠原哲雄
- 製作負責 - 坂本忠久
- 音樂 - 加古隆
- 音樂監督 - 大谷幸
- 主題曲 - 威猛樂隊《去年聖誕節》
- 音樂製作人 - 長崎行男
- 音樂監修 - 田中章
- 音效 - 斉藤昌利（東洋音響海鷗）
- 選曲 - 石井ますみ
- 工作室顧問 - 中山義広
- 特攝顧問 - 宮重道久
- 特攝導演 - 樋口真嗣
- 特攝監督 - 矢島信男
- 汽車特技 - TA・KA
- 武打指導 - 森岡隆見
- 製作協力 - 小學館、日本電視台
- 製作 - 光和國際
- 藤子·F·不二雄創作合作作品

### 獲獎
報知電影獎第17回（1992年）
主演女優賞：清水美砂
第16屆日本電影學院獎（1993年）
最優秀録音奖：小野寺修
優秀編集奖：川島章正

### 書籍
- 石井博士ほか. . 勁文社. 1997. ISBN 4766927060 （日语）.

## 外部連結
- 小學館上《未来の想い出》的资料（日語）
- 互联网电影数据库（IMDb）上《Mirai no omoide: Last Christmas》的资料（英文）